# Чепулис, Йонас
Йонас Чепулис (лит. Jonas Čepulis, 11 августа 1939, Йонишкелис — 28 мая 2015, Каунас) — советский боксёр литовского происхождения, выступал за сборную СССР в 1960-е годы в супертяжёлой весовой категории. Серебряный призёр летних Олимпийских игр в Мехико, обладатель двух серебряных и одной бронзовой медалей национального первенства. Представлял спортивный клуб «Жальгирис», где после завершения карьеры остался работать тренером. Мастер спорта СССР международного класса.

## Биография
Родился в городе Йонишкелис Паневежского уезда Литвы, однако спустя несколько лет по распоряжению органов госбезопасности вся их семья была выслана в Бурят-Монголию. Активные занятия боксом начались для него в возрасте семнадцати лет после возвращения в Литву в городе Шяуляй — первым тренером молодого боксёра был Вацловас Пелецкис, но позже он перешёл в зал заслуженного мастера спорта Альгирдаса Шоцикаса. Впервые заявил о себе в 1962 году, одержав победу на чемпионате Балтии, а год спустя завоевал титул чемпиона Литовской ССР, который впоследствии удерживал в течение семи лет. Чепулису ни разу не удалось выиграть первенство Советского Союза, но в 1965 и 1968 годах он доходил до финала, тогда как в 1966-м получил бронзовую награду.
Благодаря череде удачных выступлений в 1968 году удостоился права защищать честь страны на летних Олимпийских играх в Мехико, был близок к олимпийскому золоту, но в финале техническим нокаутом проиграл будущему чемпиону мира среди профессионалов Джорджу Форману и вынужден был довольствоваться серебряной медалью. В 1969 году в последний раз принял участие в зачёте чемпионата СССР, проиграл нокаутом во втором раунде и после этой неудачи принял решение уйти из бокса — всего за карьеру провёл 230 боёв, из них 203 завершил победой. Покинув ринг, долгое время работал тренером в каунасском спортивном клубе «Жальгирис».
Умер 28 мая 2015 года в Каунасе на 76-м году жизни.